# Sint-Petruskerk (München)
De Sint-Petruskerk (Duits: Sankt Peterkirche), waarvan de toren in de volksmond Alter Peter wordt genoemd, is de oudste parochiekerk van München.

## Locatie
De Petruskerk staat aan de Rindermarkt op de Petersbergl, de enige noemenswaardige verhoging in de historische binnenstad van München.

## Geschiedenis

### De romaanse bouw
Op de Petersbergl stond oorspronkelijk een romaans kerkgebouw. Of deze typisch Beierse kloosterkerk de eerste bouw betrof is niet met zekerheid vast te stellen. Het waren in ieder geval de monniken van dit klooster die zorgden voor de naam van de stad; München is een afgeleide van het woord Mönch, het Duitse woord voor monnik. Zeker is ook dat hertog Otto I in 1181 opdracht gaf om de kerk te vergroten en de wijding van het vernieuwde godshuis in 1190 door de bisschop van Freising plaatsvond.

### De gotische kerk
Vanaf 1278 werd de romaanse kerk door een fraaiere gotische basiliek vervangen. Noodzakelijk was de bouw niet zozeer, want met de stichting van een tweede parochie en de bouw van de Mariakapel op 24 november 1271 slonk het parochiegebied van de Petruskerk aanzienlijk. Mogelijk wilde men met de op 17 mei 1294 gewijde nieuwbouw het verlies aan betekenis van de Petruskerk compenseren. Het driebeukige kerkschip was voorzien van steunberen en had nog geen zijkapellen. Op 14 februari 1327 vond een grote stadsbrand plaats in München, waardoor bijna één derde van de stad in as werd gelegd. Bij de wederopbouw van 1328 tot 1368 werd de Petruskerk met twee traveeën verlengd en werden de muren van het kerkschip naar buiten verlegd, zodat de steunberen nu binnen de muren vielen waartussen zijkapellen konden worden ingericht. De kerk kreeg eveneens een nieuw gotisch hoogkoor. In de jaren 1379-1386 werden de tweelingtorens gesloopt en tussen de beide resterende stompen één enkele toren gebouwd.

### De barokke verbouwing
Nadat op 24 juli 1607 de toren door blikseminslag werd getroffen kreeg de Sint-Petruskerk de huidige renaissancespits. Het oostelijke gotische koor werd in 1630 gesloopt en vervangen door het barokke koor. Daarna werd het kerkschip door Hans Heiß onder handen genomen en in barokke vormen getransformeerd. Ook in de 18e eeuw zette de barokkisering van de kerk zich voort. Nikolaus Gottfried Stuber realiseerde samen met Egid Quirin Asam het nieuwe hoogaltaar. Johann Baptist Zimmermann zette zijn handtekening onder de fresco's op het plafond en in blindnissen van het kerkschip en het stucwerk in het koor en kerkschip.

## Verwoesting en herbouw
In de jaren 1944-1945 werd de Sint-Petruskerk grotendeels verwoest. Met name enkele voltreffers bij de luchtaanvallen op 25 februari 1945 brachten ernstige schade aan. De facto stonden nog slechts een uitgebrande toren en de buitenmuren van het hoogkoor overeind. Een wederopbouw leek een onmogelijke opgave. Na het einde van de Tweede Wereldoorlog werd daarom de toestemming verleend om de kerkruïne volledig te slopen. Daartoe werden reeds de gaten in muren voor de aan te brengen springlading geboord. Op het laatste moment wisten de beide priesters van de Petruskerk echter kardinaal von Faulhaber over te halen de kerk alsnog te redden. In 1946 werd begonnen met de herbouw, die mogelijk werd gemaakt door de gulle gaven van de bevolking van München, burgers uit andere delen van de wereld en een zes jaar durende actie van de Bayerischer Rundfunk. Op 8 september 1951 werd het kruis weer op de herbouwde spits geplaatst. Drie jaar later werd het hoogaltaar door kardinaal Joseph Wendel gewijd. Rond deze periode werd de wederopbouw van de oudste kerk van München in de uiterlijke vorm afgesloten. Met de reconstructie van de fresco's in het kerkschip werden de herstelwerkzaamheden van het interieur pas in het jaar 2000 afgesloten.

## Belangrijke kunstwerken
Middelpunt van de kerk vormt het barokke hoogaltaar dat in de jaren 1730-1734 door Nikolaus Gottfried Stuber, Johann Georg Greiff en Egid Quirin Asam werd vervaardigd. Centraal in het hoogaltaar neemt een uit de Heilige Schrift onderwijzende Petrus plaats, die een afneembare tiara draagt en aan wiens voeten zich vier kerkvaders bevinden. De tiara van Petrus wordt volgens de traditie bij de dood van een paus afgenomen en teruggeplaatst bij het begin van de ambtstermijn van een nieuw gekozen paus. Het beeld van Petrus was voorwerp van bijzondere verering en is het enige onderdeel van het hoogaltaar dat bij de bouw van het barokke hoogaltaar werd overgenomen van het vroegere gotische hoogaltaar. Het plafondfresco (1753-1756) met scènes uit het leven van de apostel Petrus van Johann Baptist Zimmermann; de reconstructie van het fresco vond plaats in de jaren 1999-2000 door Hermenegild Peiker. De kerk is bijzonder rijk aan fraai stucwerk en barokke beelden. Daarnaast bezit de kerk een groot aantal zijaltaren en gotische grafmonumenten.

## De glazen schrijn van Sint-Munditia
In de Petruskerk bevindt zich in een glazen schrijn het met waardevolle stenen bedekte stoffelijk overschot van de heilige Munditia. Munditia was een vrouw uit Rome die vermoedelijk rond het jaar 250 werd geboren en in het jaar 310 op 60-jarige leeftijd werd onthoofd. In 1675 werd de heilige vanuit de Romeinse catacomben naar München overgebracht waar ze in 1677 een plaats kreeg in de Petruskerk. In 1804 werden de relieken op last van de overheid met een houten schrijn aan het zicht onttrokken, maar bij een restauratie van de kerk in 1883 werd de heilige weer zichtbaar en kreeg de verering van de heilige nieuwe impulsen.

## Uitkijktoren
De 91 meter hoge toren van de Petruskerk kan worden beklommen. Via 306 treden wordt op 56 meter hoogte een platform bereikt, dat een prachtig uitzicht over de stad biedt. Bij helder weer zijn de Alpen te zien.

## Afbeeldingen

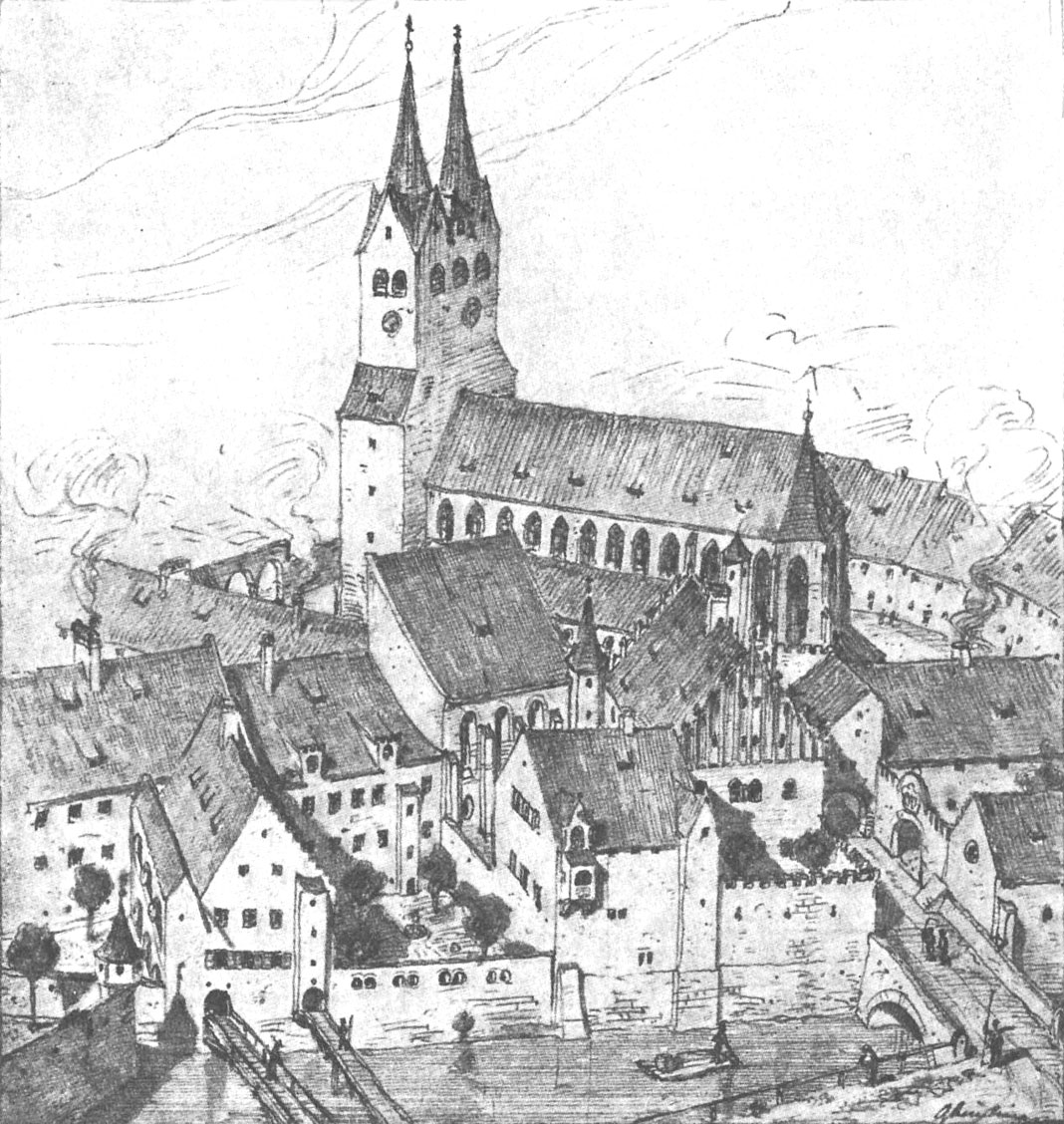
Oude afbeelding van de kerk met dubbele torens
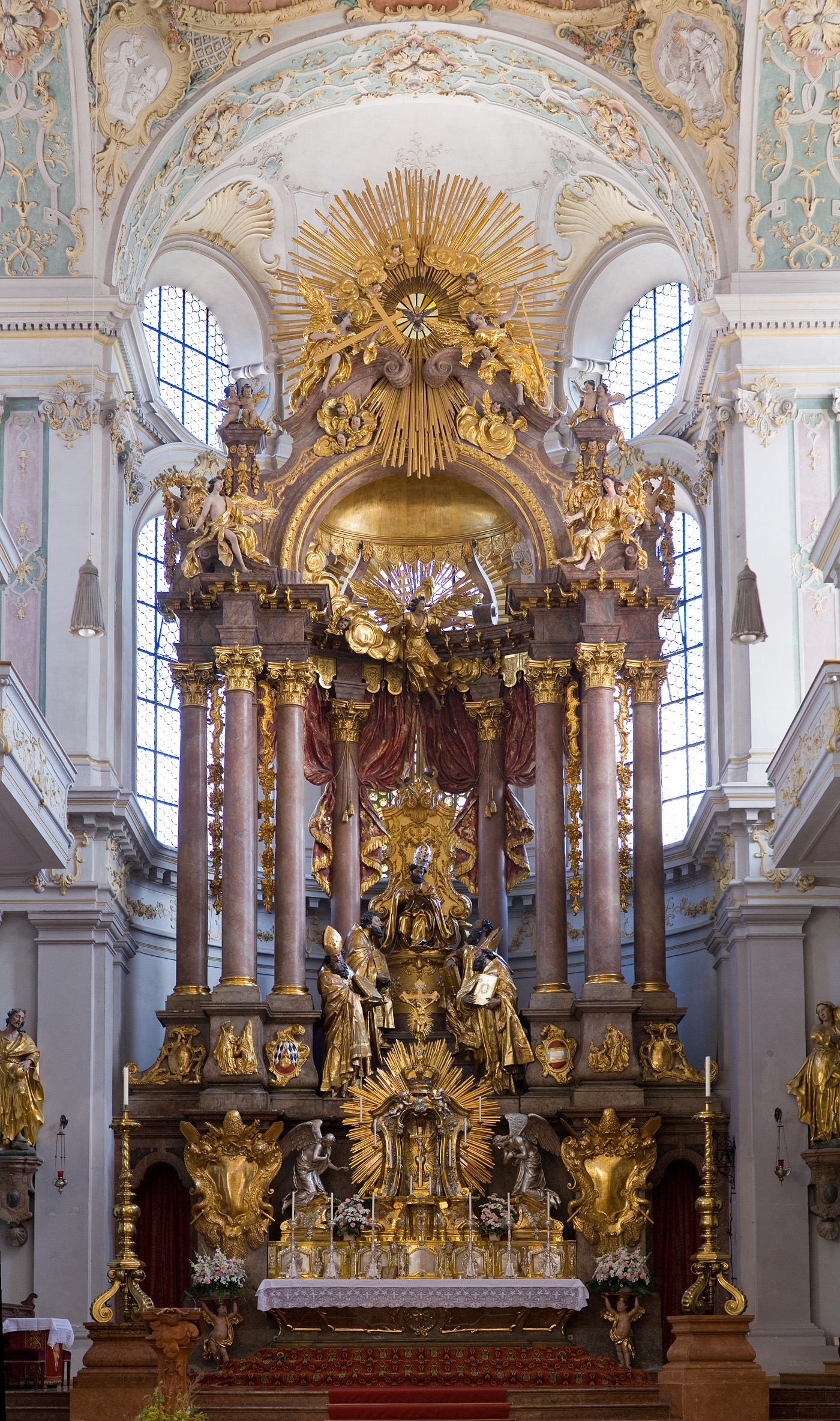
Hoogaltaar toegewijd aan Sint-Petrus paus.
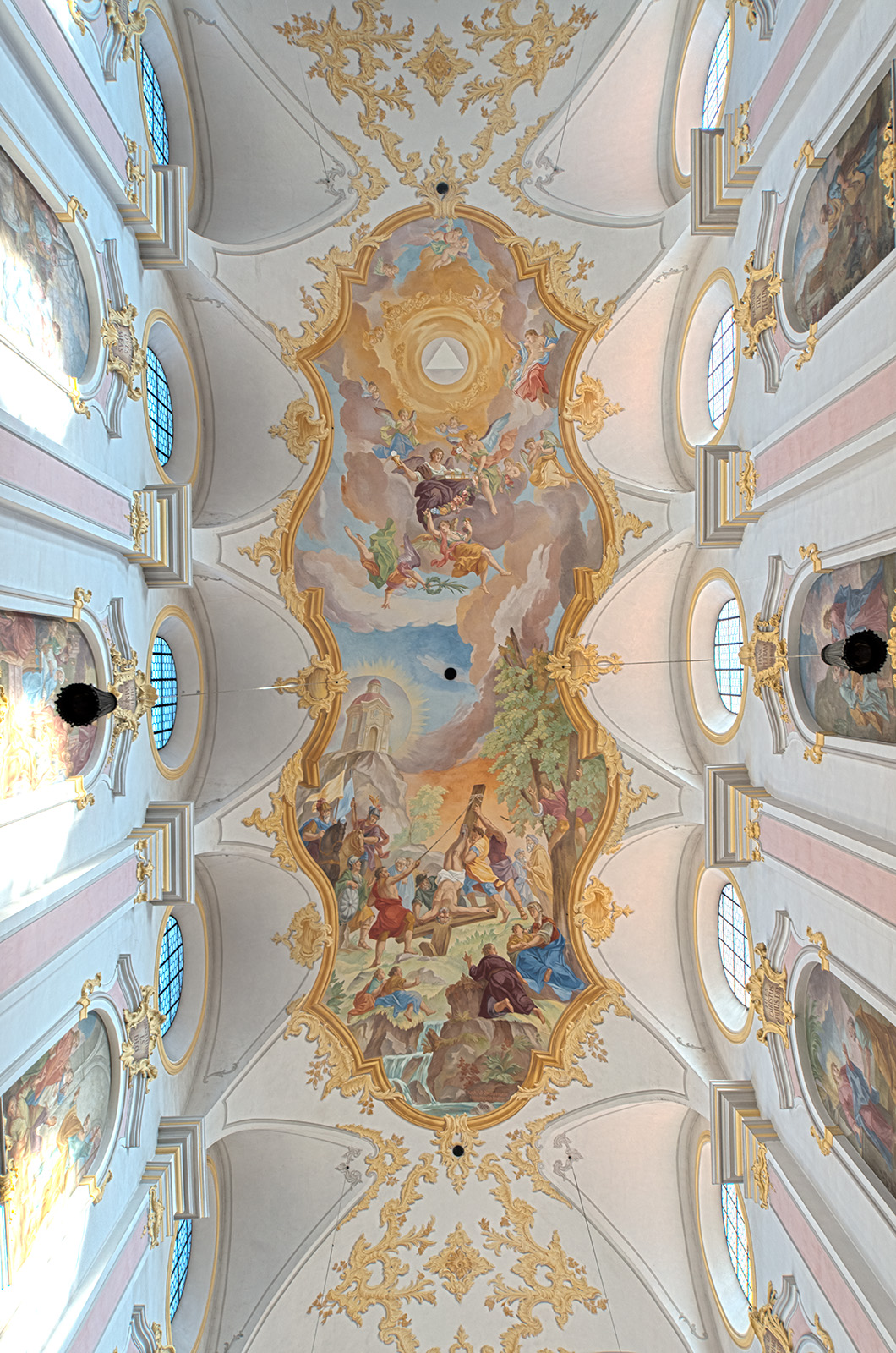
Fresco's met de marteling van Sint-Pieter.
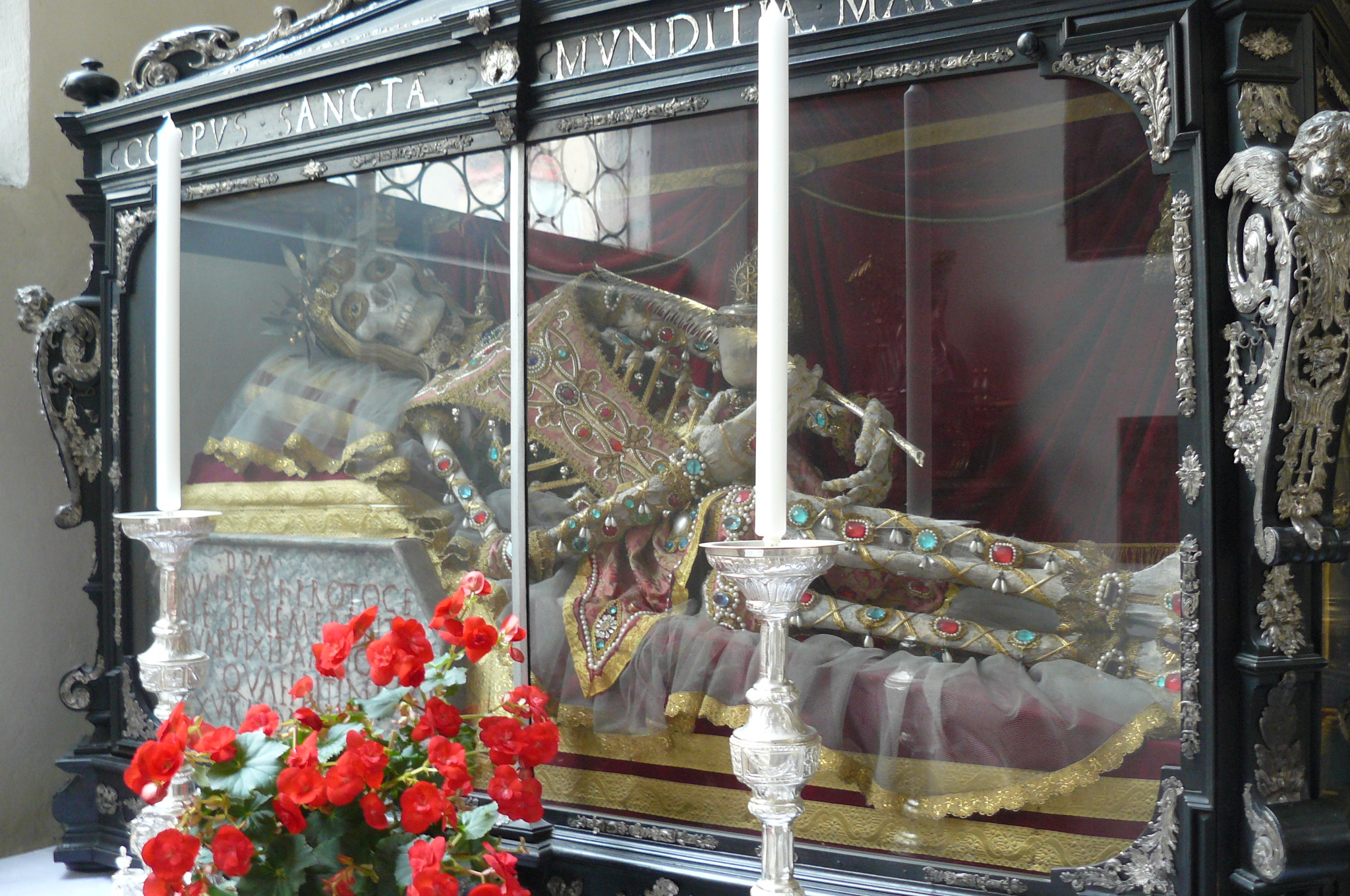
Schrijn van Sint-Munditia
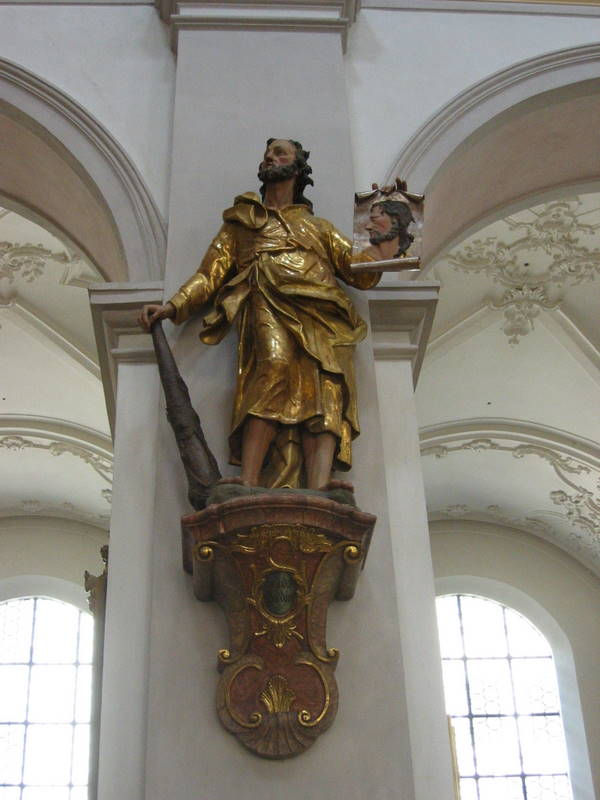
Muurbeeld Judas Taddeüs
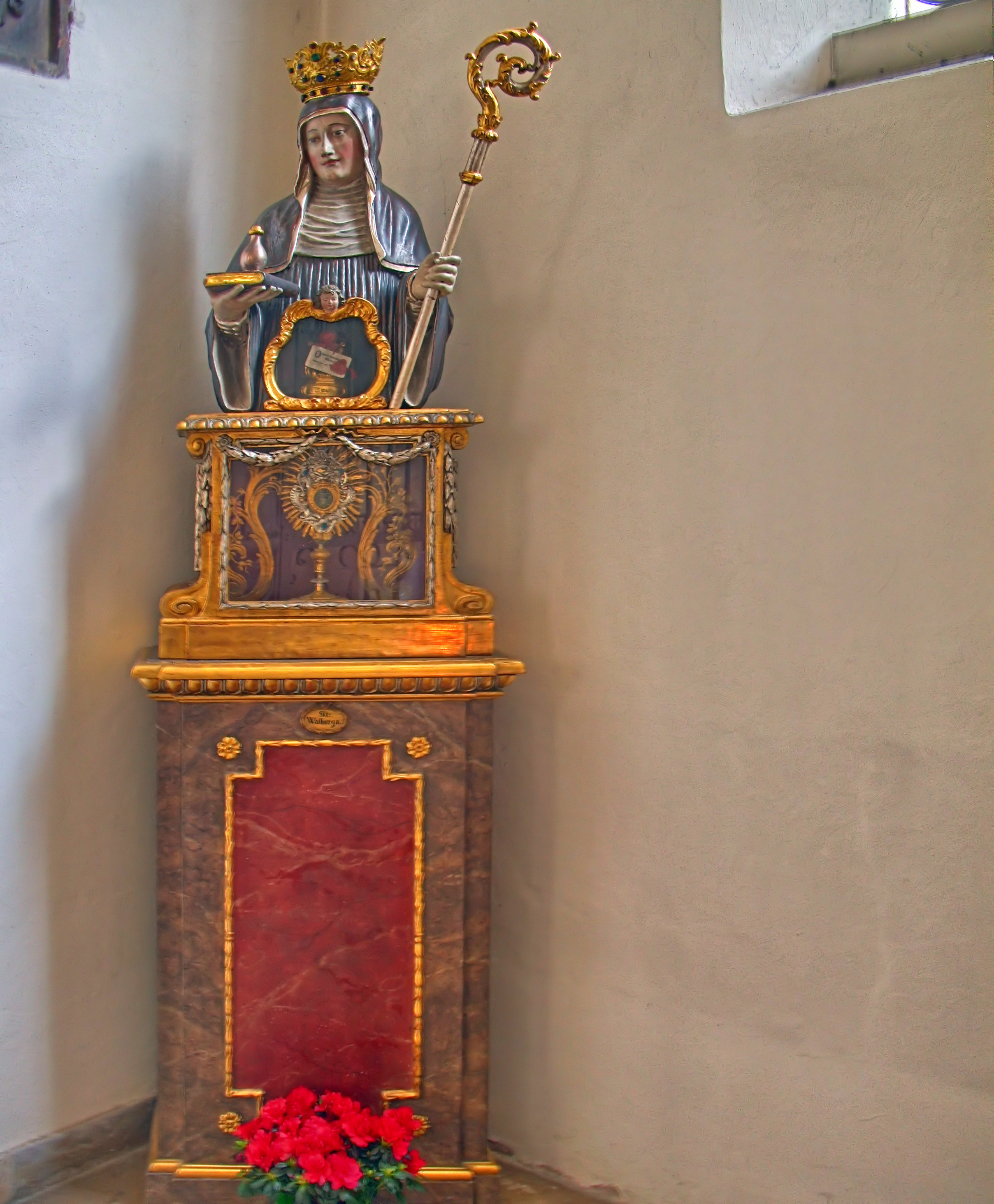
Beeld Sint-Walburgis